# Ouvrez le Chien (Live Dallas 95)
Ouvrez le Chien (Live Dallas 95) is een livealbum van de Britse muzikant David Bowie. Het album werd opgenomen op 13 oktober 1995 in het Starplex Amphitheatre in Dallas tijdens de Outside Tour, een tournee ter promotie van Bowie's korte tijd eerder verschenen album 1. Outside. Op 3 juli 2020 werd het album uitgebracht op streamingdiensten, en op 30 oktober 2020 kwam een versie uit op cd en vinyl. Op de streamingversie staan ook twee nummers die op 20 november 1995 tijdens het concert in het National Exhibition Centre in Birmingham waren opgenomen. Het album maakt deel uit van Brilliant Live Adventures, een set van zes livealbums die in de tweede helft van de jaren '90 waren opgenomen.

## Tracklist
| Nr. | Titel                                                                      | Schrijver(s)                                                               | Duur |
| --- | -------------------------------------------------------------------------- | -------------------------------------------------------------------------- | ---- |
| 1.  | "Look Back in Anger"                                                       | Bowie, Brian Eno                                                           | 4:36 |
| 2.  | "The Hearts Filthy Lesson"                                                 | Bowie, Eno, Erdal Kızılçay, Mike Garson, Reeves Gabrels, Sterling Campbell | 5:15 |
| 3.  | "The Voyeur of Utter Destruction (as Beauty)"                              | Bowie, Eno, Gabrels                                                        | 5:22 |
| 4.  | "I Have Not Been to Oxford Town"                                           | Bowie, Eno                                                                 | 4:27 |
| 5.  | "Outside"                                                                  | Bowie, Kevin Armstrong                                                     | 4:34 |
| 6.  | "Andy Warhol"                                                              | Bowie                                                                      | 3:39 |
| 7.  | "Breaking Glass"                                                           | Bowie, Dennis Davis, George Murray                                         | 3:42 |
| 8.  | "The Man Who Sold the World"                                               | Bowie                                                                      | 3:41 |
| 9.  | "We Prick You"                                                             | Bowie, Eno                                                                 | 4:19 |
| 10. | "I'm Deranged"                                                             | Bowie, Eno                                                                 | 6:18 |
| 11. | "Joe the Lion"                                                             | Bowie                                                                      | 3:58 |
| 12. | "Nite Flights"                                                             | Scott Walker                                                               | 6:28 |
| 13. | "Under Pressure"                                                           | Bowie, Freddie Mercury, Brian May, Roger Taylor, John Deacon               | 4:06 |
| 14. | "Teenage Wildlife"                                                         | Bowie                                                                      | 7:01 |
| 15. | "Moonage Daydream" (opgenomen in Birmingham; alleen op de streamingversie) | Bowie                                                                      | 5:28 |
| 16. | "Under Pressure" (opgenomen in Birmingham; alleen op de streamingversie)   | Bowie, Mercury, May, Taylor, Deacon                                        | 4:07 |

## Personeel
- David Bowie: zang
- Reeves Gabrels: gitaar
- Carlos Alomar: gitaar, achtergrondzang
- Gail Ann Dorsey: basgitaar, achtergrondzang
- Zack Alford: drums
- Mike Garson: piano
- Peter Schwartz: synthesizer
- George Simms: achtergrondzang